# Dargelütz
Dargelütz ist ein Ortsteil der Kreisstadt Parchim in Mecklenburg-Vorpommern. 
Urkundlich wurde der Ort erstmals 1370/71 erwähnt. Die vormals eigenständige Gemeinde Dargelütz wurde am 1. Januar 1951 in die Gemeinde Darze eingegliedert.
Von der Dorfkirche Dargelütz ist nur noch der Kirchturm im Ort verblieben. 
Erhalten ist der „Teufelsklaue“ genannte Stein, den der Teufel einst nach der Kirche geschleudert haben soll.
In Dargelütz soll eine Schweinemastanlage für über 15.000 Tiere gebaut werden (Stand 2013). Die Bürgerinitiative Dargelütz leistet dagegen Widerstand.

## Persönlichkeiten
- Erwin Pingel (* 1924), Politiker (DBD) und LPG-Vorsitzender